# Saison NBA 1960-1961
Navigation
Saison 1959-1960 Saison 1961-1962
La saison NBA 1960-1961 est la 12e saison de la NBA (la 15e en comptant les trois saisons de BAA). Elle se termine sur la victoire des Celtics de Boston face aux St. Louis Hawks 4 matches à 1. C'est la 3e victoire consécutive des Celtics.

## Faits notables
- Les Lakers quittent Minneapolis (Minnesota) et s'installent à Los Angeles, en Californie.
- Le NBA All-Star Game est joué à Syracuse (État de New York). L'Ouest bat l'Est 153-131, emmené par le Most Valuable Player de la rencontre, Oscar Robertson des Royals de Cincinnati.
- Lors de cette saison Wilt Chamberlain améliore son record établi la saison précédente avec une moyenne de 27,2 rebonds par match. Il réalise sa première saison à plus de 3000 points inscrits (3033 points à 38,4 points de moyenne).

## Classement final
| Champion de division | Qualifié pour les playoffs | Éliminé des playoffs |

| Division Est             | V  | D  | PCT  | GB | Dom   | Ext   | N     | Div   |
| ------------------------ | -- | -- | ---- | -- | ----- | ----- | ----- | ----- |
| Celtics de Boston        | 57 | 22 | .722 | -  | 21-7  | 24-11 | 12-4  | 28-11 |
| Warriors de Philadelphie | 46 | 33 | .582 | 11 | 23-6  | 12-21 | 11-6  | 22-17 |
| Nationals de Syracuse    | 38 | 41 | .481 | 19 | 19-9  | 8-21  | 11-11 | 18-21 |
| Knicks de New York       | 21 | 58 | .266 | 36 | 10-22 | 7-25  | 4-11  | 10-29 |

| Division Ouest        | V  | D  | PCT  | GB | Dom   | Ext   | N     | Div   |
| --------------------- | -- | -- | ---- | -- | ----- | ----- | ----- | ----- |
| Hawks de Saint-Louis  | 51 | 28 | .646 | -  | 29-5  | 15-20 | 5-3   | 25-14 |
| Lakers de Los Angeles | 36 | 43 | .456 | 15 | 16-12 | 8-20  | 12-11 | 19-20 |
| Pistons de Détroit    | 34 | 45 | .430 | 17 | 20-11 | 3-19  | 11-15 | 18-21 |
| Royals de Cincinnati  | 33 | 46 | .418 | 18 | 18-13 | 8-19  | 7-14  | 16-23 |

## Leaders de la saison régulière
| Catégorie            | Joueur           | Franchise                | Stat |
| -------------------- | ---------------- | ------------------------ | ---- |
| Points par match     | Wilt Chamberlain | Warriors de Philadelphie | 38.4 |
| Rebonds par match    | Wilt Chamberlain | Warriors de Philadelphie | 27.2 |
| Assists par match    | Oscar Robertson  | Royals de Cincinnati     | 9.7  |
| % à 2 points         | Wilt Chamberlain | Warriors de Philadelphie | 50.9 |
| % aux lancers francs | Bill Sharman     | Celtics de Boston        | 92.1 |

## Play-offs
|  | Demi-finales de Division | Demi-finales de Division | Demi-finales de Division |                       |   | Finales de Division | Finales de Division | Finales de Division |  |  | Finales NBA | Finales NBA       | Finales NBA |
|  |                          |                          |                          |                       |   |                     |                     |                     |  |  |             |                   |             |
|  |                          |                          |                          |                       |   |                     |                     |                     |  |  |             |                   |             |
|  |                          | 1                        | Celtics de Boston        | 4                     |   |                     |                     |                     |  |  |             |                   |             |
|  | Division Est             | 1                        | Celtics de Boston        | 4                     |   |                     |                     |                     |  |  |             |                   |             |
|  |                          |                          | 3                        | Nationals de Syracuse | 1 |                     |                     |                     |  |  |             |                   |             |
|  | 3                        | Nationals de Syracuse    | 3                        | Nationals de Syracuse | 1 | 3                   |                     |                     |  |  |             |                   |             |
|  | 3                        | Nationals de Syracuse    |                          |                       |   | 3                   |                     |                     |  |  |             |                   |             |
|  | 2                        | Warriors de Philadelphie | 0                        |                       |   |                     |                     |                     |  |  |             |                   |             |
|  |                          |                          |                          |                       |   |                     |                     |                     |  |  | E1          | Celtics de Boston | 4           |
|  |                          |                          | O1                       | Hawks de Saint-Louis  | 1 |                     |                     |                     |  |  |             |                   |             |
|  |                          |                          |                          |                       |   |                     |                     |                     |  |  |             |                   |             |
|  |                          |                          |                          |                       |   |                     |                     |                     |  |  |             |                   |             |
|  |                          | 1                        | Hawks de Saint-Louis     | 4                     |   |                     |                     |                     |  |  |             |                   |             |
|  | Division Ouest           | 1                        | Hawks de Saint-Louis     | 4                     |   |                     |                     |                     |  |  |             |                   |             |
|  |                          |                          | 2                        | Lakers de Los Angeles | 3 |                     |                     |                     |  |  |             |                   |             |
|  | 3                        | Pistons de Détroit       | 2                        | Lakers de Los Angeles | 3 | 2                   |                     |                     |  |  |             |                   |             |
|  | 3                        | Pistons de Détroit       |                          |                       |   | 2                   |                     |                     |  |  |             |                   |             |
|  | 2                        | Lakers de Los Angeles    | 3                        |                       |   |                     |                     |                     |  |  |             |                   |             |

### Demi-finales de Division

#### Eastern Division
- Syracuse Nationals - Warriors de Philadelphie 3-0

#### Western Division
- Lakers de Los Angeles - Pistons de Détroit 3-2

### Finales de Division

#### Eastern Division
- Celtics de Boston  - Syracuse Nationals 4-1

#### Western Division
- St. Louis Hawks - Lakers de Los Angeles 4-3

### Finales NBA
- Celtics de Boston - St. Louis Hawks 4-1

## Récompenses individuelles
- NBA Most Valuable Player : Bill Russell, Celtics de Boston
- NBA Rookie of the Year : Oscar Robertson, Royals de Cincinnati

- All-NBA First Team :
  - Wilt Chamberlain, Warriors de Philadelphie
  - Bob Cousy, Celtics de Boston
  - Oscar Robertson, Royals de Cincinnati
  - Bob Pettit, St. Louis Hawks
  - Elgin Baylor, Lakers de Los Angeles

- All-NBA Second Team :
  - Dolph Schayes, Syracuse Nationals
  - Bill Russell, Celtics de Boston
  - Gene Shue, Pistons de Détroit
  - Tom Heinsohn, Celtics de Boston
  - Larry Costello, Syracuse Nationals